# مورین اوتول
مورین اوتول (انگلیسی: Maureen O'Toole؛ زادهٔ march ۲۴, ۱۹۶۱ (۶۳ سال)) ورزشکار واترپلو اهل ایالات متحده آمریکا است.
وی در مسابقات کشوری و بین‌المللی در مجموع برندهٔ ۱ مدال طلا، ۲ مدال نقره شده‌است.